# Francia labdarúgó-válogatott
A francia labdarúgó-válogatott Franciaország nemzeti csapata, amelyet a francia labdarúgó-szövetség (Franciául: Fédération Française de Football) irányít. A Tricolore (Franciaország zászlaja) után a válogatott hagyományos színei a kék, a fehér és a vörös, nemzeti szimbólumuk pedig a gall kakas (le coq gaulois). Becenevük a kékek (Les Bleus).
Franciaország egyike volt annak a négy európai országnak, amely részt vett a legelső labdarúgó-világbajnokságon 1930-ban és egyike annak a nyolc nemzetnek, amelynek sikerült elhódítania a világbajnoki trófeát. Kétszeres világbajnokok, az elsőt hazai közönség előtt 1998-ban, a másodikat 2018-ban nyerték. Az Európa-bajnokságon két alkalommal, 1984-ben Michel Platini és 2000-ben Zinédine Zidane vezérletével végeztek az első helyen. 2001-ben és 2003-ban a konföderációs kupát is sikerült elhódítaniuk. A 2006-os világbajnokság döntőjében Olaszország ellen, tizenegyespárbajban veszítettek 5–3 arányban. A 2016-os Európa-bajnokságon hazai környezetben Portugáliától kaptak ki 1–0-ra a döntőben. 2022-ben Argentína ellen szintén büntetőkkel maradtak alul a világbajnokság döntőjében.

## A válogatott története

### A kezdetek
Bár a labdarúgást, mint tudjuk Anglia adta a világnak, a franciák alakították szervezett sportággá. Franciaország volt a fő mozgatórúgója a FIFA, az UEFA, a világbajnokság, az Európa-bajnokság és az európai klubcsapatok kupaversenyei létrehozásának. A megalakult szövetség rendet teremtett a kaotikus hazai klubéletben, melynek irányításáért egy időben nem kevesebb mint öt testület versengett.
A francia labdarúgó-válogatott 1904-ben szerveződött. Első mérkőzését 1904. május 21-én Brüsszelben játszotta Belgium ellen, ami 3–3-as döntetlennel zárult. A következő évben az első hazai pályán lejátszandó mérkőzésre is sort kerítettek. A Parc des Princesben 500 néző előtt Svájc volt az ellenfél. A franciák Gaston Cyprès góljával 1–0-ra győztek.
1930 júliusában a franciák részt vettek az első hivatalos világbajnokságon, amit Uruguayban rendeztek. A torna nyitómérkőzését Mexikóval játszották és 4–1-es győzelmet arattak. Lucien Laurent nevéhez fűződik a franciák és vb-k történetének első gólja. A későbbiekben Argentína és Chile ellen is 1–0-s vereséget szenvedtek és a csoportkör után kiestek.
A professzionizmust 1932-ben hagyták jóvá, és felállították a ligát. Az eredmények csak klub szinten jelentkeztek. Az 1934-es világbajnokságon már az első fordulóban kikaptak Ausztriától 3–2-re, ami szintén kiesést eredményezett számukra. Az 1938-as világbajnokságnak Franciaország adott otthont. Itt a negyeddöntőben, a későbbi világbajnok Olaszország ellen elszenvedett vereség (1–3) jelentette a végállomást.

### 1950-es évek
Az 1950-es években a franciák első aranygenerációja volt születőben Raymond Kopa vezérletével. Az 1958-as svédországi világbajnokságon a csoportkörben Paraguay (7–3), Jugoszlávia (2–3) és Skócia (2–1) ellen kellett megmérkőzniük. A negyeddöntőben Észak-Írországot 4–0-ra verték, majd következett az elődöntő, ahol a Pelé fémjelezte braziloktól 5–2-es vereséget szenvedtek és a harmadik helyért lejátszandó mérkőzésen folytathatták a tornán való szereplésüket. A bronzéremért az NSZK-val mérték össze erejüket és 6–3 arányban győzedelmeskedtek. Just Fontaine négy gólt szerzett a hatból. Összesen 13 góllal nyerte el a gólkirályi címet, ami azóta is világbajnoki rekord.

### 1960–1990
A legelső labdarúgó-Európa-bajnokságot Franciaországban rendezték 1960-ban. A lebonyolítás szerint négy válogatott vett részt a zárószakaszban. A franciák Jugoszlávia ellen léptek pályára és ugyan 4–2-re vezettek végül 5–4-re elveszítették a párharcot. a harmadik helyért Csehszlovákiától is kikaptak, így a negyedik helyen zártak.
Az 1966-os világbajnokságon a csoportkörében mindössze egy pontot szereztek. Az eredmények a következők voltak: Mexikó (1–1), Uruguay (1–2), Anglia (0–2). Az 1960-as és az 1970-es években a legtöbb rangos nemzetközi tornára nem jutottak ki, emiatt nem értek el jelentősebb eredményeket.
A hetvenes évek végén Michel Platini felbukkanásával fordulóponthoz jutott a válogatott. A válogatott a világ egyik legsikeresebb nemzeti csapata lett. Az 1978-as vb-n a csoportkör után búcsúztak, rá négy évre viszont az elődöntőig meg sem álltak. Az 1982-es világbajnokságon az NSZK elleni mérkőzésen a rendes játékidő és a hosszabbítás után 3–3-as döntetlen született. A büntetőpárbajban a németek bizonyultak jobbnak és 5–4-re győztek. A bronzmérkőzésen a lengyelektől kaptak ki 3–2-re. 
Az 1984-es labdarúgó-Európa-bajnokságon aratott győzelmével Franciaország az első rangos nemzetközi trófeáját szerezte meg. A franciák az egész torna során magabiztos teljesítményt produkálva jutottak el a döntőig. A csoportban Dániát 1–0-ra, Belgiumot 5–0-ra, Jugoszláviát 3–2-re, az elődöntőben pedig Portugáliát verték 3–2-re. A döntőben Spanyolországot győzték le 2–0-ra Platini és Bruno Bellone góljaival. Platini 8 góljával a gólkirályi címet is elhódította. Ugyanebben az évben a Los Angeles-i 1984. évi nyári olimpiai játékokat is megnyerték. 1985-ben a konföderációs kupa elődjének számító Artemio Franchi Trófeát –melyen az Európa-bajnok és a Copa América győztese mérkőzött meg egymással– begyűjtve három nagynevű serleg birtokosai voltak.
Az 1986-os világbajnokságon végső győzelemre esélyes csapatok egyikének számított Franciaország. Ezúttal is az elődöntő jelentette a végállomást számukra és akárcsak 1982-ben ismét az NSZK-tól kaptak ki. A harmadik helyért Belgiumot legyőzték 4–2-re és történetük második világbajnoki bronzérmét szerezték. A sikerek ellenére az 1988-as Eb-ről és az 1990-es vb-ről lemaradtak a kékek.

### 1990-es évek
Az 1992-es Európa-bajnokságon Michel Platini már szövetségi kapitányként vezette a válogatottat. A torna nyitómérkőzésén a házigazda Svédországgal 1–1-es döntetlent játszottak. A második körben Anglia ellen értek el egy 0–0-s döntetlent. A dánoktól 2–1 arányban kikaptak és ezzel a vereséggel 19 meccses veretlenségi széria szakadt meg. A franciák valamennyi gólja Jean-Pierre Papin nevéhez fűződik. A kiesés után egy héttel Platinit Gérard Houllier váltotta kapitányi poszton. Houlliernek azonban nem sikerült kijuttatnia az 1994-es világbajnokságra a válogatottat, miután a selejtezősorozat végéhez közeledve két vereséget szenvedtek hazai pályán. Először Izrael ellen csúszott be egy kínos 3–2-es vereség, majd Bulgáriától kaptak ki 2–1-re. Mindez nagy felháborodást keltett és nem maradt következmények nélkül. Több játékost soha többé nem hívtak be a válogatottba, Houlliért pedig felállították posztjáról és a helyére a segédedzője Aimé Jacquet lépett.
Az 1996-os Eb-n a csoportkörben Románia 1–0-s legyőzésével nyitottak, amit a spanyolok elleni 1–1-es döntetlen követett. Bulgáriát legyőzték 3–1-re és megnyerték a csoportjukat. A negyeddöntőben Hollandiát győzték le tizenegyespárbajban, majd az elődöntőben Csehország legjobbjai ellen ugyancsak büntetőpárbajban maradtak alul. 

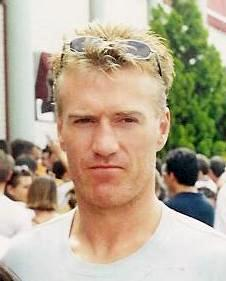
Didier Deschamps volt a csapatkapitánya annak a francia válogatottnak, mely 1998-ban világbajnoki, 2000-ben pedig Európa-bajnoki címet szerzett.

Az 1998-as labdarúgó-világbajnokságnak Franciaország volt a házigazdája. A franciák Dél-Afrikát (3–0), Szaúd-Arábiát (4–0) és Dániát (2–1) legyőzve hiba nélkül nyerték a csoportjukat. A legjobb 16 között Paraguayt Laurent Blanc aranygóljával búcsúztatták. A negyeddöntőben Olaszország ellen tizenegyesrúgásokkal sikerült a továbbjutás. A döntőbe kerülésért Horvátországot kellett legyőzniük. Davor Šuker révén a horvátok szereztek vezetést, de Lilian Thuram két góljának köszönhetően a franciák fordítottak és történetük során első ízben bejutottak a döntőbe. Érdekesség, hogy Thuram se előtte, se utána nem volt eredményes a francia válogatottban. Jacquet világbajnoki címhez vezette a nemzeti csapatot, miután Brazília 3–0-s legyőzésével feltették a koronát a teljesítményükre.
2000-ben az Európa-bajnoki címet is sikerült elhódítaniuk, miután a döntőben drámai fordulattal 2–1-re legyőzték Olaszországot. A mérkőzés 55. percében Marco Delvecchio által az olaszok szereztek vezetést és amikor már úgy nézett ki, hogy minden eldőlt akkor Sylvain Wiltord a 94. percben egyenlíteni tudott, ezzel a sírból hozta vissza a reményt. A hosszabbítás 103. percében David Trezeguet aranygóljával a franciák bebiztosították győzelmüket. Franciaország lett tehát a világ és Európa-bajnoki cím védője, ezt korábban egyedül az NSZK-nak sikerült elérnie 1974-ben.

### 2000-es évek
A 2001-es konföderációs kupát is magukénak tudhatták, miután 1–0-ra legyőzték Japánt a fináléban. Minden idők legsikeresebb időszaka volt ez a franciák számára. A 2002-es labdarúgó-világbajnokság nyitómérkőzésén aztán nagyon meglepő eredmény született. A világbajnoki újonc Szenegál ellen 1–0-s vereséget szenvedtek. A továbbiakban Uruguayjal 0–0-s döntetlent játszottak, míg a dánoktól 2–0-ra kikaptak. Franciaország szégyenszemre vb címvédőként, rúgott gól nélkül csúfosan leszerepelt már a csoportkör után. A kiesés után Roger Lemerrenek távoznia kellett, akit Jacques Santini váltott.

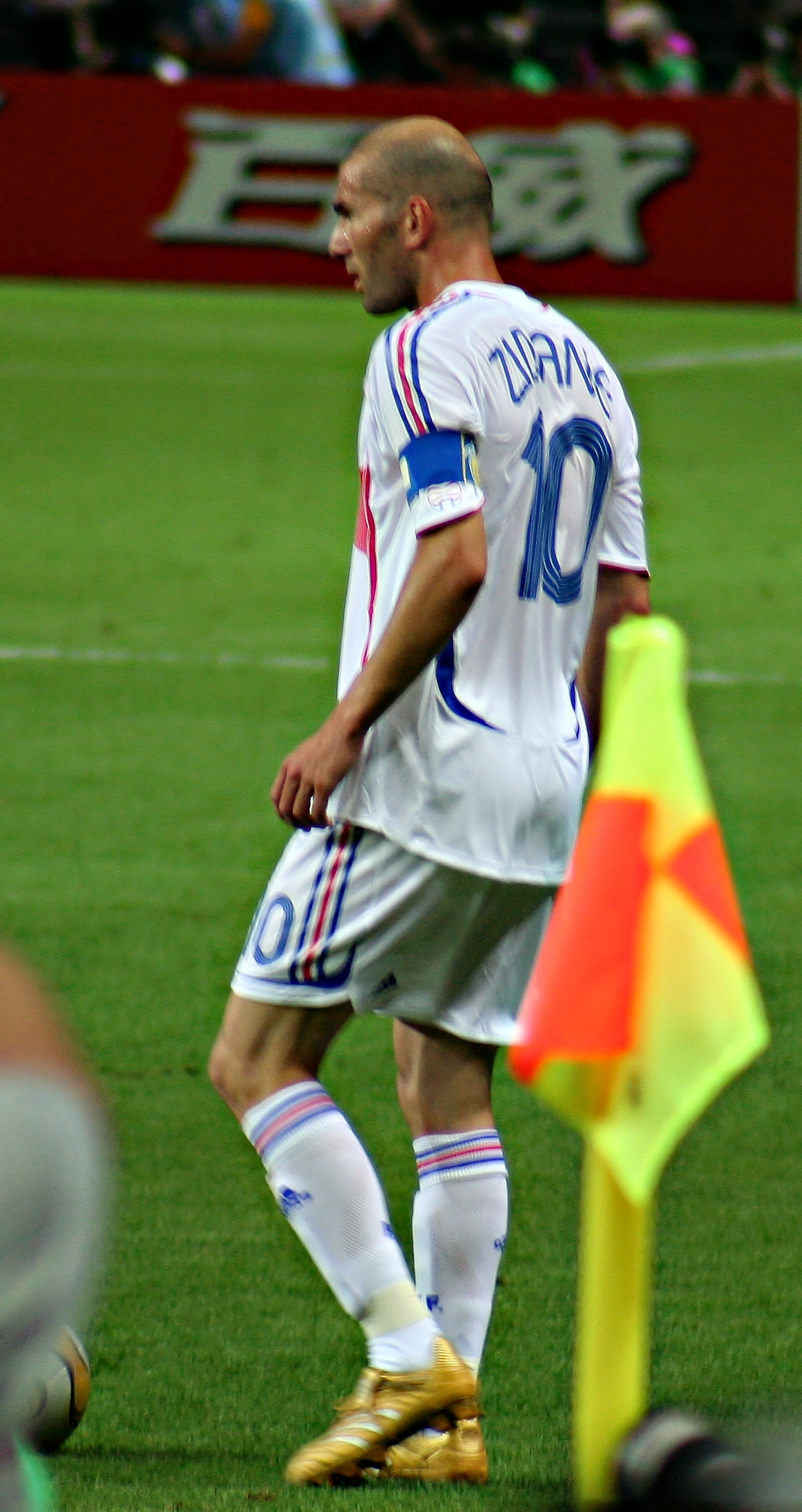
Zinédine Zidane a 2006-os labdarúgó-világbajnokságon.

Santini a 2004-es portugáliai Európa-bajnokságon vezette a nemzeti csapatot. A csoportkörben a következő eredményeket érték el: Anglia (2–1), Horvátország (2–2), Svájc (3–1). Csoportgyőztesként azt a Görögországot kapták ellenfélül a legjobb nyolc között, amely később megnyerte a tornát. A franciákat 1–0-ra győzték le. A korábbi tendenciáknak megfelelően a sikertelenség után új szövetségi kapitányt neveztek ki. Raymond Domenech kapta a megtisztelő feladatot, hogy irányítsa a munkát. A 2006-os labdarúgó-világbajnokságot Svájc ellen kezdték egy 0–0-s döntetlennel. Dél-Koreával ugyancsak döntetlenre végeztek (1–1), Togót pedig 2–0-ra megverték. Az egyenes kieséses szakaszban Spanyolországot 3–1-re, Brazíliát és Portugáliát 1–0-ra győzték le és döntőbe jutottak. A döntőben Olaszország ellen léptek pályára. Zinédine Zidane révén megszerezték a vezetést, amit Marco Materazzi egyenlített ki. A rendes játékidő és a ráadás sem hozott újabb gólt, ezért következhettek a büntetőrúgások. Ezt az olaszok nyerték 5–3 arányban, így Franciaország a második helyen végzett. A döntő emlékezetes maradt még egy nem éppen labdarúgópályákra való incidensről, ami Zidane és Materazzi között történt. Zidane dühében mellbe fejelte az olasz, miután ő provokálta és a kiállítás sorsára jutott.
A 2008-as labdarúgó-Európa-bajnokság selejtezőiben meglepetésre Skóciától oda-vissza 1–0-s vereséget szenvedtek, de végül sikerült a kijutás. Az Eb-n a Románia elleni 0–0, a Hollandia elleni 1–4 és Olaszország elleni 0–2 után már a csoportkör után búcsúzni kényszerültek.

### 2010-es évek
A 2010-es labdarúgó-világbajnokságon szintén nem jártak túl sok sikerrel és ismét a csoportkör után estek ki. A Mexikó elleni mérkőzés félidejében Nicolas Anelka obszcén szavakkal illette Raymond Domenechet, miután az lecserélte és kritizálta teljesítményét. Az eset következményeként Anelkat hazaküldték, a válogatott többi játékosa pedig bojkottálta az edzést. A csalódást keltő világbajnokság után a francia labdarúgó-szövetség elnöke Jean-Pierre Escalettes lemondott posztjáról, Domenechet pedig menesztették. Az új szövetségi kapitány Laurent Blanc lett Az új kapitány sietett kijelenteni, hogy nála tiszta lappal indulnak azok a játékosok, akik a 2010-es labdarúgó világbajnokságon edzésbeszüntetéssel tüntettek és szerinte a szövetség döntései elhamarkodottak, alaposabban meg kellene ismerni a világbajnokságon történteket. Mindezek ellenére a Dél-afrikai vb-n szereplő 23 fős keret minden tagját egy mérkőzés erejéig eltiltotta a szövetség, amiért részt vettek az edzés bojkottálásában. Az eltiltás miatt ő rájuk nem számíthatott Blanc, a Norvégia elleni barátságos találkozón.

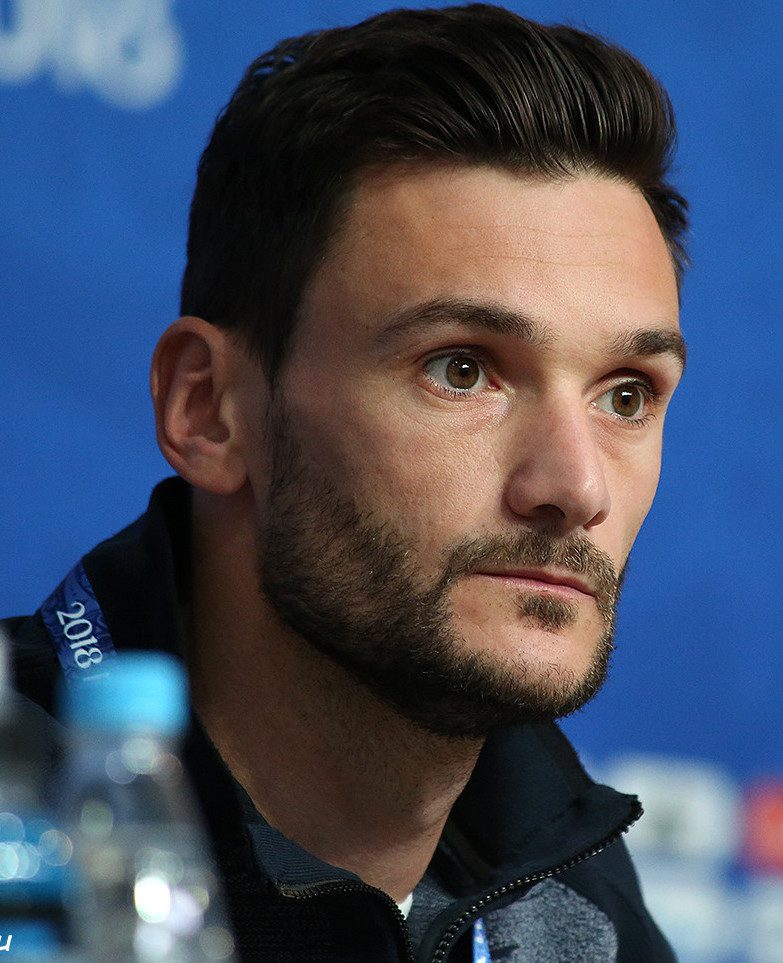
Hugo Lloris a francia válogatott korábbi csapatkapitánya

A 2012-es Európa-bajnokság selejtezőit egy Fehéroroszország elleni 1–0-s hazai vereséggel kezdték. Ez volt az egyetlen vereségük és a selejtezők végén az első helyen végeztek a csoportjukban. A lejátszott 10 mérkőzésből hatot megnyertek, míg a maradék három találkozón döntetlent értek el.
A tornán a D csoportba kaptak besorolást Anglia, Svédország és Ukrajna társaságában. Első mérkőzésükön 1–1-s döntetlent játszottak Anglia ellen. Ezt követte Ukrajna 2–0-s legyőzése. Az utolsó csoportmérkőzésükön ugyan Svédországtól 2–0-s vereséget szenvedtek, de ennek ellenére továbbjutottak. A negyeddöntőben a címvédő és későbbi győztes Spanyolország ellen kaptak ki 2–0-ra. Az Európa-bajnokság után Laurent Blanc-ot Didier Deschamps váltotta a kispadon.
A 2014-es világbajnokság selejtezőinek I csoportjában öt győzelemmel, két döntetlennel és egy vereséggel Spanyolország mögött a második helyen végeztek. A pótselejtezőben Ukrajnát kapták ellenfélnek. Az első találkozóra Kijevben került sor és az ukránok 2–0 győztek. A visszavágót a franciák 3–0-ra megnyerték és így összesítésben kijutottak a világbajnokságra.
A világbajnokságon Ecuador, Honduras és Svájc mellett a G csoportba kerültek a sorsolás után. A franciák egyik legjobb játékosa Franck Ribéry sérülés miatt kénytelen volt kihagyni a tornát. Honduras 3–0-s legyőzésével nyitottak, amit a Svájc elleni 5–2-s siker követett. Ecuador ellen egy 0–0-s döntetlennel zárták a csoportmérkőzéseket. A nyolcaddöntőben Nigériát győzték le 2–0-ra. A negyeddöntőben a későbbi világbajnok Németországtól kaptak ki 1–0-ra és kiestek. Paul Pogbát a torna legjobb fiatal játékosának választották.
Franciaország volt a házigazdája a 2016-os Európa-bajnokságnak, így nem kellett selejtezőket játszaniuk. A franciák a végső győzelemre is esélyesek voltak, annak függvényében, hogy a legutolsó két rangos tornát –melyet ők rendeztek– megnyerték. Sorsoláskor automatikusan az A csoportba kerültek Svájc, Románia és Albánia társaságában. A torna nyitómérkőzésén Romániát verték 2–1-re. A sikeres rajtot követően Albániával találkoztak. A párharc egészen a 90. percig 0–0-ra állt, de ekkor Antoine Griezmann révén a franciák megszerezték a vezetést. A végig masszívan védekező albánok megtörtek és a 95. percben Dimitri Payet is betalált, kialakítva a 2–0-s végeredményt. Utolsó csoportmérkőzésükön Svájc ellen 0–0-s döntetlent játszottak. Csoportgyőztesként jutottak be a legjobb 16 közé, ahol Írországot kapták ellenfélnek. Mindössze két perc elteltével az írek büntetőt kaptak, amit Robbie Brady értékesített. Antoine Griezmann két góljával azonban megfordította a mérkőzés állását, továbbjuttatva ezzel csapatát a negyeddöntőbe. A legjobb 8 között a torna meglepetéscsapatával Izlanddal találkoztak és 5–2 arányban sima győzelmet arattak. Az elődöntőben a világbajnoki címvédő Németország volt az ellenfél. A franciák 2–0-s győzelemmel jutottak be a torna döntőjébe. Ez volt az első alkalom az 1958-as vb óta, hogy a franciák egy nemzetközi tornán letudták győzni a németeket. A fináléban Portugáliával találkoztak és 1–0-s vereséget szenvedtek. A győztes gól a hosszabbításban esett Éder révén. Franciaország így végül ezüstérmes helyen zárt. Korábban Portugáliával fordult elő 2004-ben, hogy rendezőként elveszítette a döntőt. A franciák számára némi vigaszt jelentett, hogy a torna gólkirálya Antoine Griezmann lett 6 góllal.

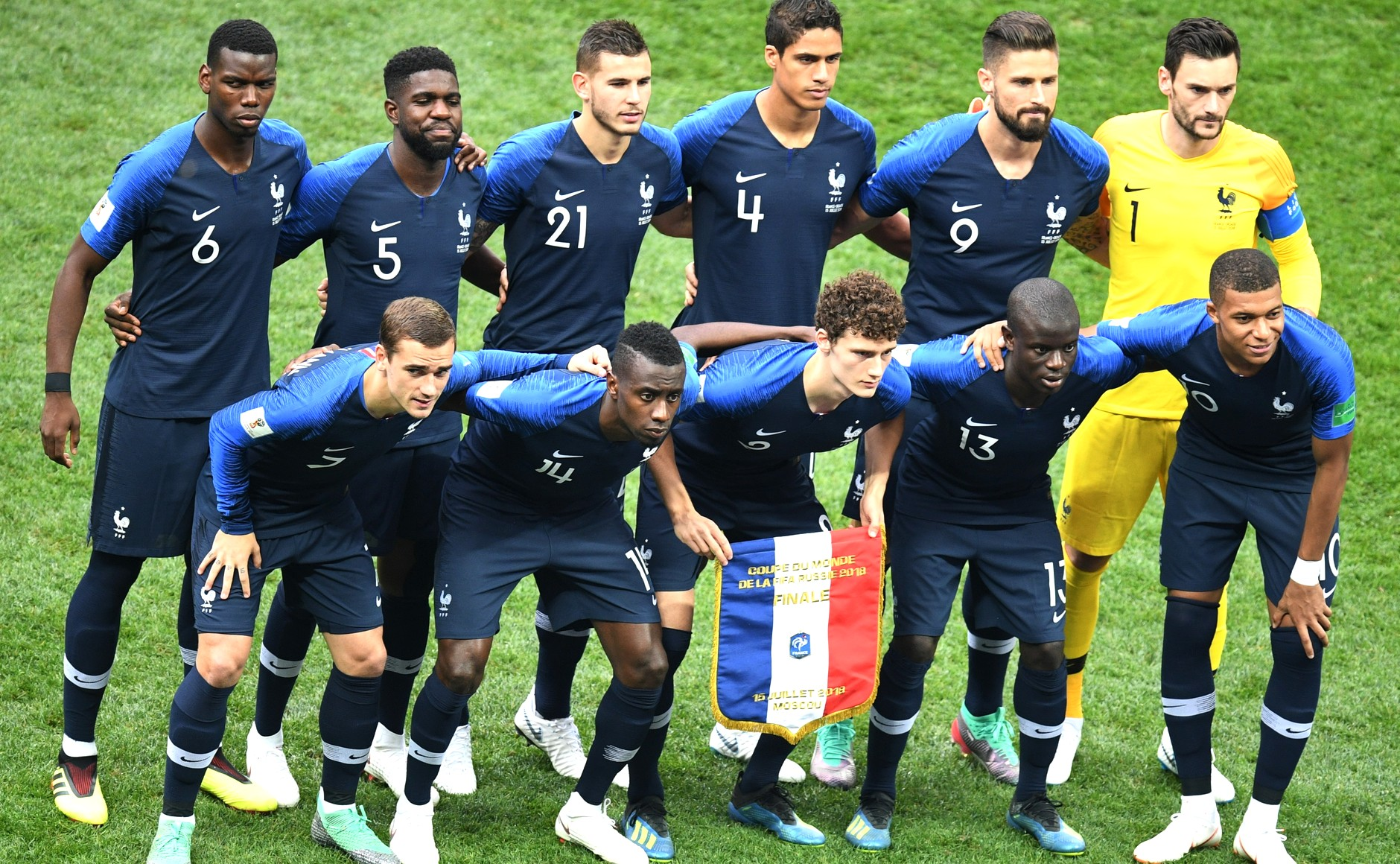
Franciaország kezdőcsapata a 2018-as világbajnokság döntőjében

A 2018-as világbajnokságon Ausztrália, Dánia és Peru társaságában a C csoportban szerepeltek. Ausztrália ellen 2–1-es győzelemmel kezdték a tornát. Perut Kylian Mbappé góljával 1–0-ra győzték le és a Dánia elleni 0–0-ás döntetlennel zárták a csoportkört. A nyolcaddöntőben egy fordulatos mérkőzésen 4–3-ra győztek Argentína ellen. A negyeddöntőben Raphaël Varane és Antoine Griezmann góljaival 2–0-ra verték Uruguayt és bejutottak az elődöntőbe, ahol Belgiumot győzték le Samuel Umtiti találatával. A döntőben Horvátországgal találkoztak és Mario Mandžukić öngóljának köszönhetően megszerezték a vezetést. A horvátoknak sikerült egyenlíteniük, de Antoine Griezmann büntetőjével ismét a franciáknál volt az előny, amit a második félidőben Paul Pogba és Kylian Mbappé is növelni tudott. Végül 4–2-re nyertek a franciák és megszerezték a második világbajnoki címüket. Didier Deschamps a harmadik labdarúgó lett, akinek játékosként és edzőként is megadatott a világbajnoki győzelem.

### 2020-as évek
A 2020-as Európa-bajnokságon Németország ellen kezdtek és Mats Hummels öngóljával 1–0-ra győztek. Magyarország ellen 1–1-es, Portugália ellen 2–2-es döntetlent játszottak, melyen Cristiano Ronaldo és Karim Benzema is kétszer volt eredményes. Utóbbin a találkozó négy góljából három büntetőből született. A legjobb tizenhat között Svájccal találkoztak és 3–3-as rendes játékidőt, illetve hosszabbítást követően tizenegyesekkel estek ki 5–4 arányban. A büntetőrúgások során Kylian Mbappé hibázott.
A 2021-es nemzetek ligája döntőjében 1–0-ás hátrányból fordítottak és 2–1-re legyőzték Spanyolországot. A 2022-es világbajnokságon Adrien Rabiot, Kylian Mbappé és Olivier Giroud duplájával 4–1-re verték Ausztráliát az első csoportmérkőzésükön. Dániát Kylian Mbappé két találatával 2–1-re győzték le. A harmadik csoportmérkőzést 1–0-ra elveszítették Tunézia ellen. A hosszabbításban Antoine Griezmann révén ugyan sikerült egyenlíteniük, de a videózást követően a játékvezető érvénytelenítette a találatot les miatt. A nyolcaddöntőben Lengyelországot verték 3–1-re Kylian Mbappé duplájával és Olivier Giroud góljával. Utóbbi ezzel a góllal a francia válogatott történetének legeredményesebb játékosa lett. A negyeddöntőben Aurélien Tchouaméni és Olivier Giroud találatával 2–1-re legyőzték Angliát és bejutottak az elődöntőbe, ahol Theo Hernández és Randal Kolo Muani góljával Marokkót győzték le 2–0-ra. A döntőben Argentínával találkoztak, ahol a mérkőzés első félidejében az argentinok Lionel Messi és Ángel Di María góljával 2–0-ás vezetésre tettek szert, azonban Kylian Mbappé a 80. percben büntetőből, egy perccel később pedig akcióból szerzett góllal egyenlített és hosszabbításra mentette a párharcot. A kétszer tizenöt perces ráadásban Lionel Messi ismét betalált, amire Kylian Mbappé válaszolt büntetőből, így 3–3-as döntetlennel zárult a mérkőzés. A büntetőrúgások során Kingsley Coman és Aurélien Tchouaméni is hibázott, a franciák pedig 4–2 arányban elveszítették a döntőt. Kylian Mbappé lett a világbajnokság legeredményesebb játékosa 8 találattal.

## Stadion

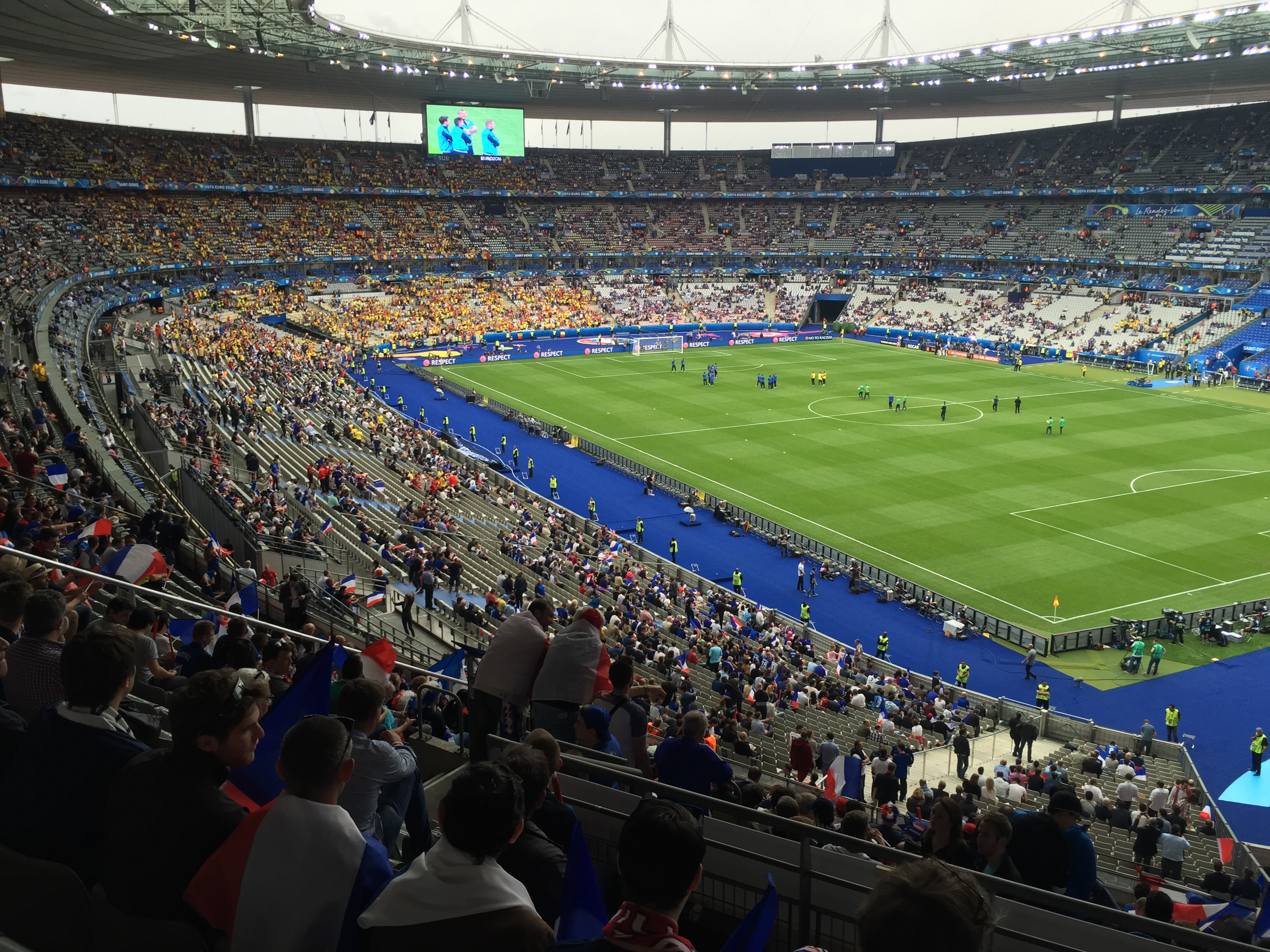
A Stade de France 1998-ban nyílt meg.

A korai években rendezett, hazai mérkőzéseik helyszínét általában két párizsi stadion közül választották ki. Ez a két helyszín: a Parc des Princes és az Yves-du-Manoir Olimpiai Stadion volt. Eleinte tehát a fővárosban játszották a mérkőzéseket, de ahogy az idő telt egyre több mérkőzést rendeztek szerte az országban. Marseilleben, a Stade Vélodrome, Lyonban a Stade de Gerland, Strasbourgban a Stade de la Meinau voltak az új helyszínek, ahol a nemzeti csapat pályára lépett. A Parc des Princes 1972-es felújítása után a legnagyobb befogadóképességű létesítmény lett, ennek értelmében ez idő tájt más stadionokban voltak az összecsapások.
1998-ban nyitotta meg kapuit a franciák új nemzeti arénája a Stade de France, amit az 1998-as labdarúgó-világbajnokságra építettek. A Saint-Denisben található stadion 81338 néző számára biztosít férőhelyet. Az első mérkőzést 1998. január 29-én rendezték itt, amikor Franciaország-Spanyolországgal játszott barátságos válogatott mérkőzést. A találkozót a franciák nyerték 1–0-ra Zidane góljával. Azóta a legtöbb válogatott mérkőzésnek a Stade France adott otthont és a válogatott első számú otthona lett.

## Nemzetközi eredmények
Világbajnokság
- Győztes: 2 alkalommal (1998, 2018)
- Ezüstérmes: 2 alkalommal (2006, 2022)
- Bronzérmes: 2 alkalommal (1958, 1986)
- 4. helyezett: 1 alkalommal (1982)

Európa-bajnokság
- Győztes: 2 alkalommal (1984, 2000)
- Ezüstèrmes: 1 alkalommal (2016)
- Elődöntős: 2 alkalommal (1960, 1996)

Olimpiai játékok
- Aranyérmes: 1 alkalommal (1984)
- Ezüstérmes: 1 alkalommal (1900)

Konföderációs kupa
- Győztes: 2 alkalommal (2001, 2003)

### Világbajnokság
Világbajnok
      Ezüstérem
      Bronzérem
      Negyedik hely
      Egészben vagy részben hazai rendezésű
| Világbajnokság | Világbajnokság | Világbajnokság | Világbajnokság | Világbajnokság | Világbajnokság | Világbajnokság | Világbajnokság | Világbajnokság | Világbajnokság | Selejtezők                         | Selejtezők                         | Selejtezők                         | Selejtezők                         | Selejtezők                         | Selejtezők                         | Selejtezők                         |
| Év             | Eredmény       | H.             | M              | Gy             | D              | V              | G+             | G–             | Keret          | H.                                 | M                                  | Gy                                 | D                                  | V                                  | G+                                 | G–                                 |
| -------------- | -------------- | -------------- | -------------- | -------------- | -------------- | -------------- | -------------- | -------------- | -------------- | ---------------------------------- | ---------------------------------- | ---------------------------------- | ---------------------------------- | ---------------------------------- | ---------------------------------- | ---------------------------------- |
| 1930           | Csoportkör     | 7.             | 3              | 1              | 0              | 2              | 4              | 3              | Keret          | meghívottként kijutott             | meghívottként kijutott             | meghívottként kijutott             | meghívottként kijutott             | meghívottként kijutott             | meghívottként kijutott             | meghívottként kijutott             |
| 1934           | Nyolcaddöntő   | 9.             | 1              | 0              | 0              | 1              | 2              | 3              | Keret          | 2.                                 | 1                                  | 1                                  | 0                                  | 0                                  | 6                                  | 1                                  |
| 1938           | Negyeddöntő    | 6.             | 2              | 1              | 0              | 1              | 4              | 4              | Keret          | rendezőként automatikusan kijutott | rendezőként automatikusan kijutott | rendezőként automatikusan kijutott | rendezőként automatikusan kijutott | rendezőként automatikusan kijutott | rendezőként automatikusan kijutott | rendezőként automatikusan kijutott |
| 1950           | nem jutott ki  | nem jutott ki  | nem jutott ki  | nem jutott ki  | nem jutott ki  | nem jutott ki  | nem jutott ki  | nem jutott ki  | nem jutott ki  | 2.                                 | 3                                  | 0                                  | 2                                  | 1                                  | 4                                  | 5                                  |
| 1954           | Csoportkör     | 11.            | 2              | 1              | 0              | 1              | 3              | 3              | Keret          | 1.                                 | 4                                  | 4                                  | 0                                  | 0                                  | 20                                 | 4                                  |
| 1958           | Bronzérem      | 3.             | 6              | 4              | 0              | 2              | 23             | 15             | Keret          | 1.                                 | 4                                  | 3                                  | 1                                  | 0                                  | 19                                 | 4                                  |
| 1962           | nem jutott ki  | nem jutott ki  | nem jutott ki  | nem jutott ki  | nem jutott ki  | nem jutott ki  | nem jutott ki  | nem jutott ki  | nem jutott ki  | 1.                                 | 5                                  | 3                                  | 0                                  | 2                                  | 10                                 | 4                                  |
| 1966           | Csoportkör     | 13.            | 3              | 0              | 1              | 2              | 2              | 5              | Keret          | 1.                                 | 6                                  | 5                                  | 0                                  | 1                                  | 9                                  | 2                                  |
| 1970           | nem jutott ki  | nem jutott ki  | nem jutott ki  | nem jutott ki  | nem jutott ki  | nem jutott ki  | nem jutott ki  | nem jutott ki  | nem jutott ki  | 2.                                 | 4                                  | 2                                  | 0                                  | 2                                  | 6                                  | 4                                  |
| 1974           | nem jutott ki  | nem jutott ki  | nem jutott ki  | nem jutott ki  | nem jutott ki  | nem jutott ki  | nem jutott ki  | nem jutott ki  | nem jutott ki  | 3.                                 | 4                                  | 1                                  | 1                                  | 2                                  | 3                                  | 5                                  |
| 1978           | Csoportkör     | 12.            | 3              | 1              | 0              | 2              | 5              | 5              | Keret          | 1.                                 | 4                                  | 2                                  | 1                                  | 1                                  | 7                                  | 4                                  |
| 1982           | Negyedik hely  | 4.             | 7              | 3              | 2              | 2              | 16             | 12             | Keret          | 2.                                 | 8                                  | 5                                  | 0                                  | 3                                  | 20                                 | 8                                  |
| 1986           | Bronzérem      | 3.             | 7              | 4              | 2              | 1              | 12             | 6              | Keret          | 1.                                 | 8                                  | 5                                  | 1                                  | 2                                  | 15                                 | 4                                  |
| 1990           | nem jutott ki  | nem jutott ki  | nem jutott ki  | nem jutott ki  | nem jutott ki  | nem jutott ki  | nem jutott ki  | nem jutott ki  | nem jutott ki  | 3.                                 | 8                                  | 3                                  | 3                                  | 2                                  | 10                                 | 7                                  |
| 1994           | nem jutott ki  | nem jutott ki  | nem jutott ki  | nem jutott ki  | nem jutott ki  | nem jutott ki  | nem jutott ki  | nem jutott ki  | nem jutott ki  | 3.                                 | 10                                 | 6                                  | 1                                  | 3                                  | 17                                 | 10                                 |
| 1998           | Világbajnok    | 1.             | 7              | 6              | 1              | 0              | 15             | 2              | Keret          | rendezőként automatikusan kijutott | rendezőként automatikusan kijutott | rendezőként automatikusan kijutott | rendezőként automatikusan kijutott | rendezőként automatikusan kijutott | rendezőként automatikusan kijutott | rendezőként automatikusan kijutott |
| 2002           | Csoportkör     | 28.            | 3              | 0              | 1              | 2              | 0              | 3              | Keret          | címvédőként automatikusan kijutott | címvédőként automatikusan kijutott | címvédőként automatikusan kijutott | címvédőként automatikusan kijutott | címvédőként automatikusan kijutott | címvédőként automatikusan kijutott | címvédőként automatikusan kijutott |
| 2006           | Ezüstérem      | 2.             | 7              | 4              | 3              | 0              | 9              | 3              | Keret          | 1.                                 | 10                                 | 5                                  | 5                                  | 0                                  | 14                                 | 2                                  |
| 2010           | Csoportkör     | 29.            | 3              | 0              | 1              | 2              | 1              | 4              | Keret          | 2.                                 | 12                                 | 7                                  | 4                                  | 1                                  | 20                                 | 10                                 |
| 2014           | Negyeddöntő    | 7.             | 5              | 3              | 1              | 1              | 10             | 3              | Keret          | 2.                                 | 10                                 | 6                                  | 2                                  | 2                                  | 18                                 | 8                                  |
| 2018           | Világbajnok    | 1.             | 7              | 6              | 1              | 0              | 14             | 6              | Keret          | 1.                                 | 10                                 | 7                                  | 2                                  | 1                                  | 18                                 | 6                                  |
| 2022           | Ezüstérem      | 2.             | 7              | 5              | 1              | 1              | 16             | 8              | Keret          | 1.                                 | 8                                  | 5                                  | 3                                  | 0                                  | 18                                 | 3                                  |
| 2026           | később         | később         | később         | később         | később         | később         | később         | később         | később         | később                             | később                             | később                             | később                             | később                             | később                             | később                             |
| 2030           | később         | később         | később         | később         | később         | később         | később         | később         | később         | később                             | később                             | később                             | később                             | később                             | később                             | később                             |
| 2034           | később         | később         | később         | később         | később         | később         | később         | később         | később         | később                             | később                             | később                             | később                             | később                             | később                             | később                             |
| Összesen       |                | 16/22          | 73             | 39             | 14             | 20             | 136            | 85             | –              | Összesen                           | 119                                | 70                                 | 26                                 | 23                                 | 234                                | 91                                 |

### Európa-bajnokság
Európa-bajnok
      Ezüstérem
      Bronzérem
      Negyedik hely
      Egészben vagy részben hazai rendezésű
| Európa-bajnokság | Európa-bajnokság | Európa-bajnokság | Európa-bajnokság | Európa-bajnokság | Európa-bajnokság | Európa-bajnokság | Európa-bajnokság | Európa-bajnokság | Európa-bajnokság | Selejtezők                         | Selejtezők                         | Selejtezők                         | Selejtezők                         | Selejtezők                         | Selejtezők                         | Selejtezők                         |
| Év               | Eredmény         | H.               | M                | Gy               | D                | V                | G+               | G–               | Keret            | H.                                 | M                                  | Gy                                 | D                                  | V                                  | G+                                 | G–                                 |
| ---------------- | ---------------- | ---------------- | ---------------- | ---------------- | ---------------- | ---------------- | ---------------- | ---------------- | ---------------- | ---------------------------------- | ---------------------------------- | ---------------------------------- | ---------------------------------- | ---------------------------------- | ---------------------------------- | ---------------------------------- |
| 1960             | Negyedik hely    | 4.               | 2                | 0                | 0                | 2                | 4                | 7                | Keret            | Negyeddöntő                        | 4                                  | 3                                  | 1                                  | 0                                  | 17                                 | 6                                  |
| 1964             | nem jutott ki    | nem jutott ki    | nem jutott ki    | nem jutott ki    | nem jutott ki    | nem jutott ki    | nem jutott ki    | nem jutott ki    | nem jutott ki    | Negyeddöntő                        | 6                                  | 2                                  | 1                                  | 3                                  | 11                                 | 10                                 |
| 1968             | nem jutott ki    | nem jutott ki    | nem jutott ki    | nem jutott ki    | nem jutott ki    | nem jutott ki    | nem jutott ki    | nem jutott ki    | nem jutott ki    | 1.                                 | 8                                  | 4                                  | 2                                  | 2                                  | 16                                 | 12                                 |
| 1972             | nem jutott ki    | nem jutott ki    | nem jutott ki    | nem jutott ki    | nem jutott ki    | nem jutott ki    | nem jutott ki    | nem jutott ki    | nem jutott ki    | 3.                                 | 6                                  | 3                                  | 1                                  | 2                                  | 10                                 | 8                                  |
| 1976             | nem jutott ki    | nem jutott ki    | nem jutott ki    | nem jutott ki    | nem jutott ki    | nem jutott ki    | nem jutott ki    | nem jutott ki    | nem jutott ki    | 3.                                 | 6                                  | 1                                  | 3                                  | 2                                  | 7                                  | 6                                  |
| 1980             | nem jutott ki    | nem jutott ki    | nem jutott ki    | nem jutott ki    | nem jutott ki    | nem jutott ki    | nem jutott ki    | nem jutott ki    | nem jutott ki    | 2.                                 | 6                                  | 4                                  | 1                                  | 1                                  | 13                                 | 7                                  |
| 1984             | Európa-bajnok    | 1.               | 5                | 5                | 0                | 0                | 14               | 4                | Keret            | rendezőként automatikusan kijutott | rendezőként automatikusan kijutott | rendezőként automatikusan kijutott | rendezőként automatikusan kijutott | rendezőként automatikusan kijutott | rendezőként automatikusan kijutott | rendezőként automatikusan kijutott |
| 1988             | nem jutott ki    | nem jutott ki    | nem jutott ki    | nem jutott ki    | nem jutott ki    | nem jutott ki    | nem jutott ki    | nem jutott ki    | nem jutott ki    | 3.                                 | 8                                  | 1                                  | 4                                  | 3                                  | 4                                  | 7                                  |
| 1992             | Csoportkör       | 6.               | 3                | 0                | 2                | 1                | 2                | 3                | Keret            | 1.                                 | 8                                  | 8                                  | 0                                  | 0                                  | 20                                 | 6                                  |
| 1996             | Elődöntő         | 3.               | 5                | 2                | 3                | 0                | 5                | 2                | Keret            | 2.                                 | 10                                 | 5                                  | 5                                  | 0                                  | 22                                 | 2                                  |
| 2000             | Európa-bajnok    | 1.               | 6                | 5                | 0                | 1                | 13               | 7                | Keret            | 1.                                 | 10                                 | 6                                  | 3                                  | 1                                  | 17                                 | 10                                 |
| 2004             | Negyeddöntő      | 6.               | 4                | 2                | 1                | 1                | 7                | 5                | Keret            | 1.                                 | 8                                  | 8                                  | 0                                  | 0                                  | 29                                 | 2                                  |
| 2008             | Csoportkör       | 15.              | 3                | 0                | 1                | 2                | 1                | 6                | Keret            | 2.                                 | 12                                 | 8                                  | 2                                  | 2                                  | 25                                 | 5                                  |
| 2012             | Negyeddöntő      | 8.               | 4                | 1                | 1                | 2                | 3                | 5                | Keret            | 1.                                 | 10                                 | 6                                  | 3                                  | 1                                  | 15                                 | 4                                  |
| 2016             | Ezüstérem        | 2.               | 7                | 5                | 1                | 1                | 13               | 5                | Keret            | rendezőként automatikusan kijutott | rendezőként automatikusan kijutott | rendezőként automatikusan kijutott | rendezőként automatikusan kijutott | rendezőként automatikusan kijutott | rendezőként automatikusan kijutott | rendezőként automatikusan kijutott |
| 2020             | Nyolcaddöntő     | 11.              | 4                | 1                | 3                | 0                | 7                | 6                | Keret            | 1.                                 | 10                                 | 8                                  | 1                                  | 1                                  | 25                                 | 6                                  |
| 2024             | Elődöntő         | 3.               | 6                | 2                | 3                | 1                | 4                | 3                | Keret            | 1.                                 | 8                                  | 7                                  | 1                                  | 0                                  | 29                                 | 3                                  |
| 2028             | később           | később           | később           | később           | később           | később           | később           | később           | később           | később                             | később                             | később                             | később                             | később                             | később                             | később                             |
| 2032             |                  |                  |                  |                  |                  |                  |                  |                  |                  |                                    |                                    |                                    |                                    |                                    |                                    |                                    |
| Összesen         |                  | 11/17            | 49               | 23               | 15               | 11               | 73               | 53               | –                | Összesen                           | 120                                | 74                                 | 28                                 | 18                                 | 260                                | 94                                 |

### UEFA Nemzetek Ligája
Aranyérem
      Ezüstérem
      Bronzérem
      Negyedik hely
| Csoportkör / Negyeddöntő / Osztályozó | Csoportkör / Negyeddöntő / Osztályozó | Csoportkör / Negyeddöntő / Osztályozó | Csoportkör / Negyeddöntő / Osztályozó | Csoportkör / Negyeddöntő / Osztályozó | Csoportkör / Negyeddöntő / Osztályozó | Csoportkör / Negyeddöntő / Osztályozó | Csoportkör / Negyeddöntő / Osztályozó | Csoportkör / Negyeddöntő / Osztályozó | Csoportkör / Negyeddöntő / Osztályozó | Csoportkör / Negyeddöntő / Osztályozó | Csoportkör / Negyeddöntő / Osztályozó | Egyenes kieséses szakasz | Egyenes kieséses szakasz | Egyenes kieséses szakasz | Egyenes kieséses szakasz | Egyenes kieséses szakasz | Egyenes kieséses szakasz | Egyenes kieséses szakasz | Egyenes kieséses szakasz | Egyenes kieséses szakasz |
| Szezon                                | Liga                                  | Csoport                               | H                                     | M                                     | Gy                                    | D                                     | V                                     | G+                                    | G–                                    | Feljutás/kiesés                       | Helyezés                              | Év                       | Eredmény                 | M                        | Gy                       | D                        | V                        | G+                       | G–                       | Keret                    |
| ------------------------------------- | ------------------------------------- | ------------------------------------- | ------------------------------------- | ------------------------------------- | ------------------------------------- | ------------------------------------- | ------------------------------------- | ------------------------------------- | ------------------------------------- | ------------------------------------- | ------------------------------------- | ------------------------ | ------------------------ | ------------------------ | ------------------------ | ------------------------ | ------------------------ | ------------------------ | ------------------------ | ------------------------ |
| 2018–19                               | A                                     | 1.                                    | 2.                                    | 4                                     | 2                                     | 1                                     | 1                                     | 4                                     | 4                                     | Állandó                               | 6.                                    | 2019                     | nem jutott be            | nem jutott be            | nem jutott be            | nem jutott be            | nem jutott be            | nem jutott be            | nem jutott be            | nem jutott be            |
| 2020–21                               | A                                     | 3.                                    | 1.                                    | 6                                     | 5                                     | 1                                     | 0                                     | 12                                    | 5                                     | Állandó                               | 1.                                    | 2021                     | Aranyérmes               | 2                        | 2                        | 0                        | 0                        | 5                        | 3                        | Keret                    |
| 2022–23                               | A                                     | 1.                                    | 3.                                    | 6                                     | 1                                     | 2                                     | 3                                     | 5                                     | 7                                     | Állandó                               | 12.                                   | 2023                     | nem jutott be            | nem jutott be            | nem jutott be            | nem jutott be            | nem jutott be            | nem jutott be            | nem jutott be            | nem jutott be            |
| 2024–25                               | A                                     | 2.                                    | 1.                                    | 8                                     | 5                                     | 1                                     | 2                                     | 14                                    | 8                                     | Állandó                               | 3.                                    | 2025                     | Bronzérmes               | 2                        | 1                        | 1                        | 0                        | 6                        | 5                        | Keret                    |
| 2026–27                               | A                                     |                                       |                                       |                                       |                                       |                                       |                                       |                                       |                                       |                                       |                                       | 2027                     |                          |                          |                          |                          |                          |                          |                          |                          |
| Összesen                              | Összesen                              | Összesen                              | Összesen                              | 24                                    | 13                                    | 5                                     | 6                                     | 35                                    | 24                                    |                                       |                                       |                          | 2/4                      | 4                        | 3                        | 0                        | 1                        | 11                       | 8                        |                          |

### Konföderációs kupa
| Év       | Eredmény      | Hely          | M             | Gy            | D*            | V             | Rg            | Kg            |               |
| -------- | ------------- | ------------- | ------------- | ------------- | ------------- | ------------- | ------------- | ------------- | ------------- |
| 1992     | Nem jutott be | Nem jutott be | Nem jutott be | Nem jutott be | Nem jutott be | Nem jutott be | Nem jutott be | Nem jutott be | Nem jutott be |
| 1995     | Nem jutott be | Nem jutott be | Nem jutott be | Nem jutott be | Nem jutott be | Nem jutott be | Nem jutott be | Nem jutott be | Nem jutott be |
| 1997     | Nem jutott be | Nem jutott be | Nem jutott be | Nem jutott be | Nem jutott be | Nem jutott be | Nem jutott be | Nem jutott be | Nem jutott be |
| 1999     | Visszalépett  | Visszalépett  | Visszalépett  | Visszalépett  | Visszalépett  | Visszalépett  | Visszalépett  | Visszalépett  | Visszalépett  |
| 2001     | Kupagyőztes   | 1.            | 5             | 4             | 0             | 1             | 12            | 2             |               |
| 2003     | Kupagyőztes   | 1.            | 5             | 5             | 0             | 0             | 12            | 3             |               |
| 2005     | Nem jutott be | Nem jutott be | Nem jutott be | Nem jutott be | Nem jutott be | Nem jutott be | Nem jutott be | Nem jutott be | Nem jutott be |
| 2009     | Nem jutott be | Nem jutott be | Nem jutott be | Nem jutott be | Nem jutott be | Nem jutott be | Nem jutott be | Nem jutott be | Nem jutott be |
| 2013     | Nem jutott be | Nem jutott be | Nem jutott be | Nem jutott be | Nem jutott be | Nem jutott be | Nem jutott be | Nem jutott be | Nem jutott be |
| 2017     | Nem jutott be | Nem jutott be | Nem jutott be | Nem jutott be | Nem jutott be | Nem jutott be | Nem jutott be | Nem jutott be | Nem jutott be |
| Összesen | Kupagyőztes   | 2/9           | 10            | 9             | 0             | 1             | 24            | 5             |               |

### Olimpia
| Év                | Eredmény                | Hely                    | M                       | Gy                      | D                       | V                       | Rg                      | Kg                      |                         |
| ----------------- | ----------------------- | ----------------------- | ----------------------- | ----------------------- | ----------------------- | ----------------------- | ----------------------- | ----------------------- | ----------------------- |
| 1908, London      | Negyeddöntő Elődöntő    | 4.                      | 1                       | 0                       | 0                       | 1                       | 1                       | 17                      |                         |
| 1912, Stockholm   | Nem indult              | Nem indult              | Nem indult              | Nem indult              | Nem indult              | Nem indult              | Nem indult              | Nem indult              | Nem indult              |
| 1920, Antwerpen   | Elődöntő                | 4.                      | 2                       | 1                       | 0                       | 1                       | 4                       | 5                       |                         |
| 1924, Párizs      | Negyeddöntő             | 4.                      | 2                       | 1                       | 0                       | 1                       | 8                       | 5                       |                         |
| 1928, Amszterdam  | 1. forduló              | 9.                      | 1                       | 0                       | 0                       | 1                       | 3                       | 4                       |                         |
| 1932, Los Angeles | Nem volt labdarúgótorna | Nem volt labdarúgótorna | Nem volt labdarúgótorna | Nem volt labdarúgótorna | Nem volt labdarúgótorna | Nem volt labdarúgótorna | Nem volt labdarúgótorna | Nem volt labdarúgótorna | Nem volt labdarúgótorna |
| 1936, Berlin      | Nem indult              | Nem indult              | Nem indult              | Nem indult              | Nem indult              | Nem indult              | Nem indult              | Nem indult              | Nem indult              |
| 1948, London      | Negyeddöntő             | 7.                      | 2                       | 1                       | 0                       | 1                       | 2                       | 2                       |                         |
| Összesen          | Elődöntő                | 5/6                     | 8                       | 3                       | 0                       | 5                       | 18                      | 33                      |                         |

- 1948 és 1988 között amatőr, 1992-től kezdődően U23-as játékosok vettek részt az olimpiai játékokon

* Tartalmazza azokat a mérkőzéseket is, amelyeken büntetőpárbajra került sor.
** A piros keretben jelölt évek hazai rendezésűek voltak.

## Mezek a válogatott története során

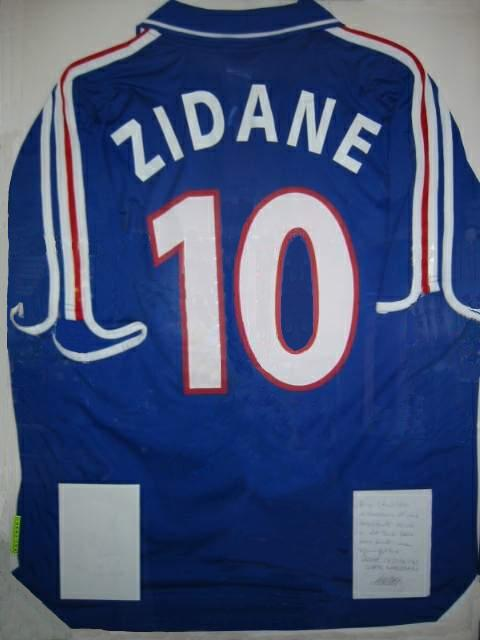
Zinédine Zidane Adidas által szponzorált 10-es meze, amit a 2000-es Eb-n viselt.

A francia válogatott tradicionális szerelése a kék mez, fehér nadrág és vörös sportszár. Ez a színösszetétel természetesen Franciaország nemzeti zászlaját szimbolizálja. Az 1904-es Belgium elleni mérkőzés óta, a legtöbb alkalommal mindig ebben az összetételben futnak ki a játékosok a gyepre.
A váltómez általában fehér mezből, fehér nadrágból és fehér sportszárból tevődik össze. 1909–1914 közötti időszakban fehér mez volt a hivatalos, kék csíkozással. Az 1978-as labdarúgó-világbajnokságon Magyarország ellen játszottak Mar del Platában. A mérkőzésre mindkét válogatott fehér szereléssel készült, ezért a franciák egy helyi csapattól a Club Atlético Kimberley-től kaptak kölcsön zöld-fehér csíkos dresszeket.
1972-ben az Adidas lett a francia válogatott hivatalos mezszponzora. A sportszergyártó cég 38 éven keresztül támogatta a kékeket felszereléssel és olyan nagy sikerekhez járult hozzá, mint az 1984-es Eb, 1998-as vb, 2000-es Eb, 2001-es és 2003-as konföderációs kupa győzelmek. A francia labdarúgó-válogatott által éveken át viselt Adidas mezek szinte összenőttek a csapattal.
2008. február 22-én a francia labdarúgó-szövetség bejelentette, hogy nem hosszabbítják meg szerződésüket az Adidassal és 2011. január 1-től a Nike fogja öltöztetni a nemzeti csapatot. A szerződés értelmében 7 éven keresztül (2011–2018) látják el a franciákat sportszerekkel.

### Első számú
| 1904 | 1909—1914 | 1958-as vb | Euro 1960 | 1962-es vb | 1966-os vb | 1972 | 1978-as vb | 1978—1982 |  | 1982-es vb | Euro 1984 |

|  | 1986-os vb | 1986—1989 | 1990-1991 | Euro 1992 | 1994 | Euro 1996 | 1998-as vb | Euro 2000 | 2002-es vb | Euro 2004 | 2004 · (Belgium ellen) |  |

| 2006-os vb | Euro 2008 | 2008–2009 | 2010-es vb | 2011 | Euro 2012 | 2014-es vb | 2016 | 2018 | 2019 · (Izland ellen) | 2020 | 2022 |

### Váltómez
| Euro 1960 | 1978-as vb · (Magyarország ellen) |  | 1982-es vb | 1984 |  | 1986-os vb | 1990–1991 | Euro 1992 | 1994–1995 | 1996-os Eb | 1998-as vb | Euro 2000 |

| 2001 | 2002-es vb | Euro 2004 | 2006-os vb | Euro 2008 | 2010-es vb | 2011 | Euro 2012 | 2013 | 2014-es vb | 2014 |

| 2015 |  | 2016 | 2016 | 2018 | 2020 | 2022 |

## Játékosok

### Játékoskeret
A válogatott kerete a 2022-es Világbajnokság mérkőzéseire.
- Presnel Kimpembe helyett sérülés miatt Axel Disasi került be.[40]
- Christopher Nkunku is kikerült a keretből sérülés miatt, még nem nevezték meg utódját.[41]

A pályára lépesek és gólok száma a 2022. szeptember 25-i  Dánia elleni mérkőzés után lett frissítve.
| 1  | K  | Hugo Lloris         | 1986. december 26. (38 éves)   | 139 | 0  | Tottenham Hotspur        |  |  |
| 16 | K  | Steve Mandanda      | 1985. március 28. (40 éves)    | 34  | 0  | Rennes                   |  |  |
| 23 | K  | Alphonse Aréola     | 1993. február 27. (32 éves)    | 5   | 0  | West Ham United          |  |  |
|    |    |                     |                                |     |    |                          |  |  |
| 2  | V  | Benjamin Pavard     | 1996. március 28. (29 éves)    | 46  | 2  | Bayern München           |  |  |
| 3  | V  | Axel Disasi         | 1998. március 11. (27 éves)    | 0   | 0  | Monaco                   |  |  |
| 4  | V  | Raphaël Varane      | 1993. április 25. (32 éves)    | 87  | 5  | Manchester United        |  |  |
| 5  | V  | Jules Koundé        | 1998. november 12. (26 éves)   | 12  | 0  | Barcelona                |  |  |
| 17 | V  | William Saliba      | 2001. március 24. (24 éves)    | 7   | 0  | Arsenal                  |  |  |
| 18 | V  | Dayot Upamecano     | 1998. október 27. (26 éves)    | 7   | 1  | Bayern München           |  |  |
| 21 | V  | Lucas Hernández     | 1996. február 14. (29 éves)    | 32  | 0  | Bayern München           |  |  |
| 22 | V  | Theo Hernández      | 1997. október 6. (27 éves)     | 7   | 1  | Milan                    |  |  |
| 24 | V  | Ibrahima Konaté     | 1999. május 25. (26 éves)      | 2   | 0  | Liverpool                |  |  |
|    |    |                     |                                |     |    |                          |  |  |
| 6  | KP | Mattéo Guendouzi    | 1999. április 14. (26 éves)    | 6   | 1  | Marseille                |  |  |
| 8  | KP | Aurélien Tchouaméni | 2000. január 27. (25 éves)     | 14  | 1  | Real Madrid              |  |  |
| 13 | KP | Youssouf Fofana     | 1999. január 10. (26 éves)     | 2   | 0  | Monaco                   |  |  |
| 14 | KP | Adrien Rabiot       | 1995. április 3. (30 éves)     | 29  | 2  | Juventus                 |  |  |
| 15 | KP | Jordan Veretout     | 1993. március 1. (32 éves)     | 5   | 0  | Marseille                |  |  |
| 25 | KP | Eduardo Camavinga   | 2002. november 10. (22 éves)   | 4   | 1  | Real Madrid              |  |  |
|    |    |                     |                                |     |    |                          |  |  |
| 7  | CS | Antoine Griezmann   | 1991. március 21. (34 éves)    | 110 | 42 | Atlético Madrid          |  |  |
| 9  | CS | Olivier Giroud      | 1986. szeptember 30. (38 éves) | 114 | 49 | Milan                    |  |  |
| 10 | CS | Kylian Mbappé       | 1998. december 20. (26 éves)   | 59  | 28 | Paris Saint-Germain      |  |  |
| 11 | CS | Ousmane Dembélé     | 1997. május 15. (28 éves)      | 28  | 4  | Barcelona                |  |  |
| 19 | CS | Karim Benzema       | 1987. december 19. (37 éves)   | 97  | 37 | Real Madrid              |  |  |
| 20 | CS | Kingsley Coman      | 1996. június 13. (29 éves)     | 40  | 5  | Bayern München           |  |  |
| 26 | CS | Marcus Thuram       | 1997. augusztus 6. (27 éves)   | 4   | 0  | Borussia Mönchengladbach |  |  |

### Legtöbbször pályára lépett játékosok
Az adatok 2022. december 18. állapotoknak felelnek meg.
- A még aktív játékosok (félkövérrel) vannak megjelölve.

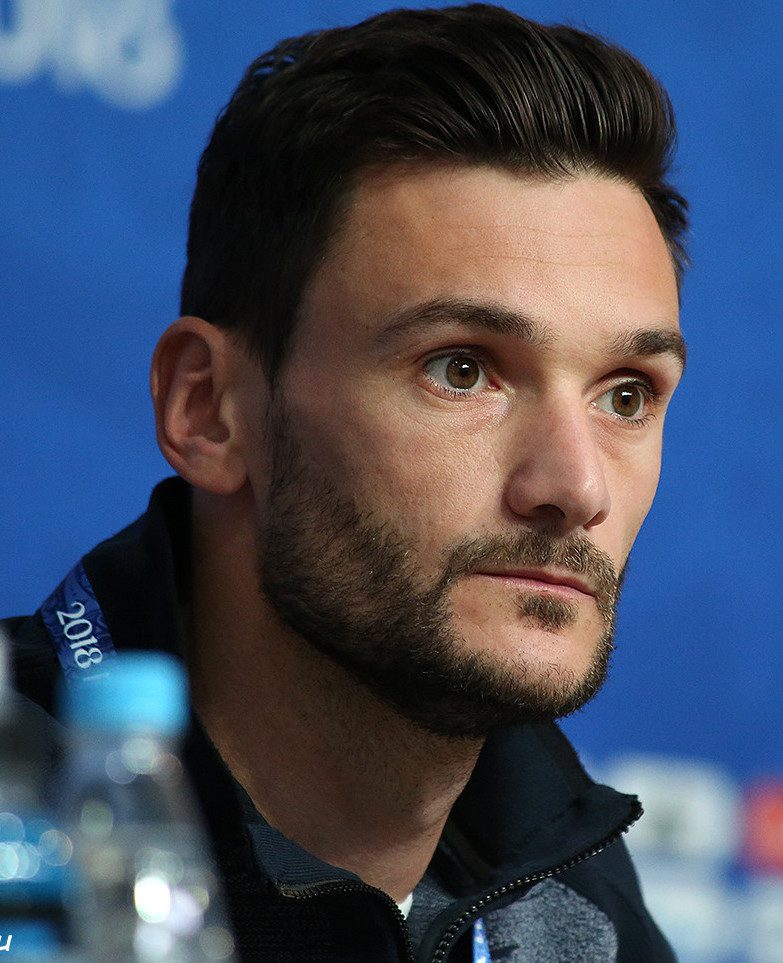
Hugo Lloris a válogatottsági rekorder 145 mérkőzéssel.

| #  | Játékos           | Válogatottság | Gólok | Válogatottban eltöltött idő |
| -- | ----------------- | ------------- | ----- | --------------------------- |
| 1  | Hugo Lloris       | 145           | 0     | 2008–2022                   |
| 2  | Lilian Thuram     | 142           | 2     | 1994–2008                   |
| 3  | Thierry Henry     | 123           | 51    | 1997–2010                   |
| 4  | Olivier Giroud    | 120           | 53    | 2011–                       |
| 5  | Antoine Griezmann | 117           | 42    | 2014–                       |
| 6  | Marcel Desailly   | 116           | 3     | 1993–2004                   |
| 7  | Zinédine Zidane   | 108           | 31    | 1994–2006                   |
| 8  | Patrick Vieira    | 107           | 6     | 1997–2009                   |
| 9  | Didier Deschamps  | 103           | 4     | 1989–2000                   |
| 10 | Karim Benzema     | 97            | 37    | 2007–2022                   |
| 10 | Laurent Blanc     | 97            | 16    | 1989–2000                   |
| 10 | Bixente Lizarazu  | 97            | 2     | 1992–2004                   |

### Legtöbb gólt szerző játékosok
Az adatok 2022. december 18. állapotoknak felelnek meg.
- A még aktív játékosok (félkövérrel) vannak megjelölve.

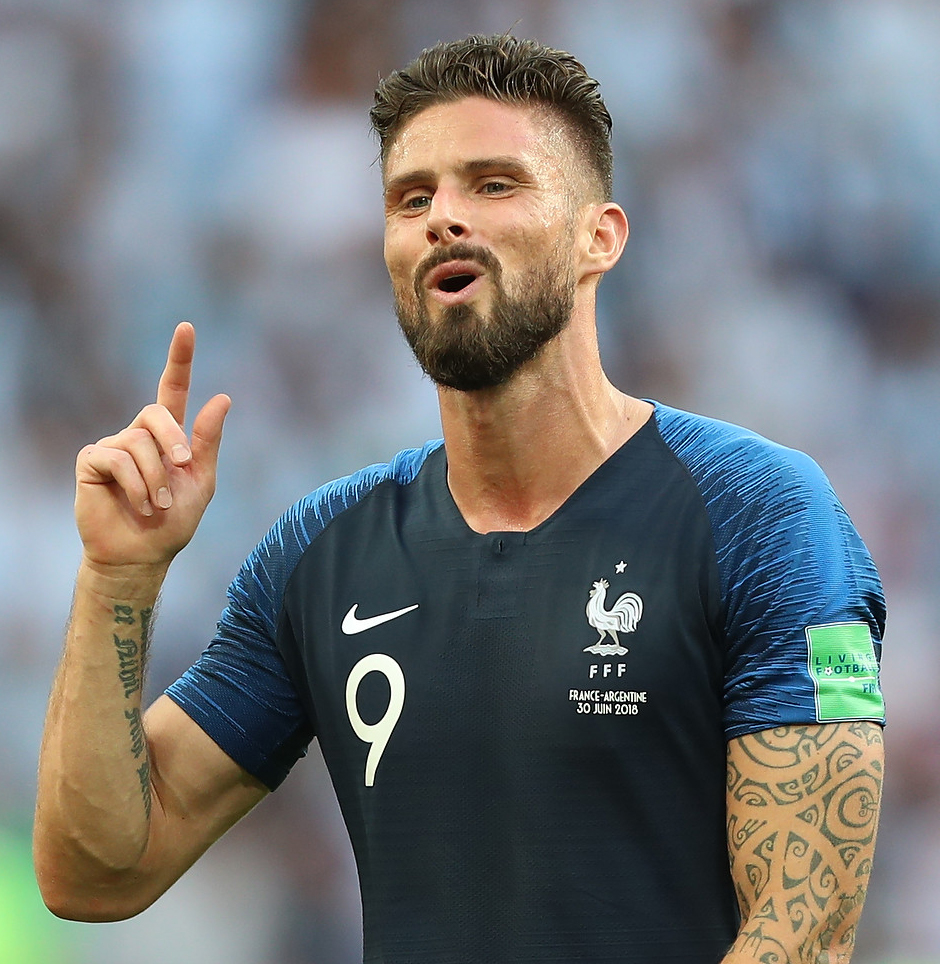
Olivier Giroud a válogatott történetének legeredményesebb játékosa 53 góllal.

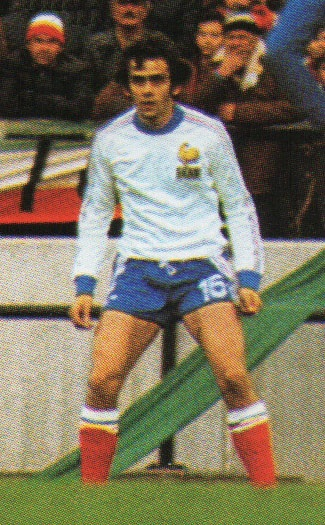
Michel Platini 1978-ban

| # | Játékos           | Válogatott időszak | Gólok | Vál. | Átlag |
| - | ----------------- | ------------------ | ----- | ---- | ----- |
| 1 | Olivier Giroud    | 2011–              | 53    | 120  | 0.44  |
| 2 | Thierry Henry     | 1997–2010          | 51    | 123  | 0.41  |
| 3 | Antoine Griezmann | 2014–              | 42    | 117  | 0.36  |
| 4 | Michel Platini    | 1976–1987          | 41    | 72   | 0.57  |
| 5 | Karim Benzema     | 2007–2022          | 37    | 97   | 0.38  |
| 6 | Kylian Mbappé     | 2017–              | 36    | 66   | 0.55  |
| 7 | David Trezeguet   | 1998–2008          | 34    | 71   | 0.48  |
| 8 | Zinédine Zidane   | 1994–2006          | 31    | 108  | 0.29  |
| 9 | Just Fontaine     | 1953–1960          | 30    | 21   | 1.43  |
| 9 | Jean-Pierre Papin | 1986–1995          | 30    | 54   | 0.56  |

## Szövetségi kapitányok
| Szöv. kap.                  | Időszak   | Mérkőzés | Gy | D  | V  |
| --------------------------- | --------- | -------- | -- | -- | -- |
| Henri Guérin                | 1964–1966 | 15       | 5  | 4  | 6  |
| José Arribas és Jean Snella | 1966      | 4        | 2  | 0  | 2  |
| Just Fontaine               | 1967      | 2        | 0  | 0  | 2  |
| Louis Dugauguez             | 1967–1968 | 9        | 2  | 3  | 4  |
| Georges Boulogne            | 1969–1973 | 31       | 15 | 5  | 11 |
| Kovács István               | 1973–1975 | 15       | 6  | 4  | 5  |
| Michel Hidalgo              | 1976–1984 | 75       | 41 | 16 | 18 |
| Henri Michel                | 1984–1988 | 36       | 16 | 12 | 8  |
| Michel Platini              | 1988–1992 | 29       | 16 | 8  | 5  |
| Gérard Houllier             | 1992–1993 | 12       | 7  | 1  | 4  |
| Aimé Jacquet                | 1994–1998 | 53       | 34 | 16 | 3  |
| Roger Lemerre               | 1998–2002 | 53       | 34 | 11 | 8  |
| Jacques Santini             | 2002–2004 | 28       | 22 | 4  | 2  |
| Raymond Domenech            | 2004–2010 | 79       | 41 | 24 | 14 |
| Laurent Blanc               | 2010–2012 | 27       | 16 | 7  | 4  |
| Didier Deschamps            | 2012–     | 138      | 89 | 27 | 22 |